# Liste der FFH-Gebiete im Alb-Donau-Kreis
Diese sortierbare Liste zeigt die FFH-Gebiete des baden-württembergischen Landkreises Alb-Donau-Kreis. Teilweise überschneiden sie sich mit bestehenden Natur- und Landschaftsschutzgebieten.
Im Jahr 2015 wurden in Baden-Württemberg 85 FFH-Gebiete zu 37 neuen FFH-Gebieten zusammengefasst, daraus ergaben sich teilweise neue Gebietsnamen.

## Hinweise zu den Angaben in der Tabelle
- Gebietsname: Amtliche Bezeichnung des Schutzgebiets
- Bild/Commons: Bild und Link zu weiteren Bildern aus dem Schutzgebiet
- BfN-ID: Kennung des Schutzgebietes, vergeben durch das Bundesamt für Naturschutz
- WDPA-ID: Link zum Schutzgebiet in der World Database on Protected Areas
- EEA-ID: Link zum Schutzgebiet in der Datenbank der European Environment Agency (EEA)
- seit: Datum der Ausweisung als Schutzgebiet
- Lage: Geografischer Standort
- Kreis/Stadt: Landkreis oder Gemeinde, auf deren Gebiet sich das Schutzgebiet befindet
- Fläche: Gesamtfläche des Schutzgebiets in Hektar
- Bemerkungen: Besonderheiten und Anmerkungen

Bis auf die Spalte Lage sind alle Spalten sortierbar.

## Tabelle
| Gebietsname                                             | Bild/Commons   | BfN-ID | WDPA-ID   | EEA-ID    | seit | Lage | Kreis/Stadt                                                    | Fläche ha | Bemerkungen |
| ------------------------------------------------------- | -------------- | --- | --------- | --------- | ---- | ---- | -------------------------------------------------------------- | --------- | --- |
| Blau und Kleine Lauter                                  | weitere Bilder | 7524-341 (Seite nicht mehr abrufbar, festgestellt im Juli 2023. Suche in Webarchiven) (siehe dazu die Disk "BfN hat umstrukturiert...") | 555521956 | DE7524341 | 2019 | ⊙    | Alb-Donau-Kreis: Gemeinde Blaustein, Städte Blaubeuren und Ulm | 001588,92 | |
| Donau zwischen Munderkingen und Riedlingen              | weitere Bilder | 7823-341 (Seite nicht mehr abrufbar, festgestellt im Juli 2023. Suche in Webarchiven) (siehe dazu die Disk "BfN hat umstrukturiert...") | 555522035 | DE7823341 | 2019 | ⊙    | Landkreis Biberach, Alb-Donau-Kreis                            | 001428,87 | |
| Donau zwischen Munderkingen und Ulm und nördliche Iller | weitere Bilder | 7625-311 (Seite nicht mehr abrufbar, festgestellt im Juli 2023. Suche in Webarchiven) (siehe dazu die Disk "BfN hat umstrukturiert...") | 555624688 | DE7625311 | 2019 | ⊙    | Ulm, Alb-Donau-Kreis, Landkreis Biberach                       | 001189,05 | bis 2015: Donautal bei Ulm, Donau zwischen Munderkingen und Erbach sowie Illertal                                                        |
| Donaumoos                                               | weitere Bilder | 7527-341 (Seite nicht mehr abrufbar, festgestellt im Juli 2023. Suche in Webarchiven) (siehe dazu die Disk "BfN hat umstrukturiert...") | 555521959 | DE7527341 | 2019 | ⊙    | Alb-Donau-Kreis, Landkreis Heidenheim                          | 000918,26 | |
| Hungerbrunnen-, Sacken- und Lonetal                     | weitere Bilder | 7426-341 (Seite nicht mehr abrufbar, festgestellt im Juli 2023. Suche in Webarchiven) (siehe dazu die Disk "BfN hat umstrukturiert...") | 555521925 | DE7426341 | 2019 | ⊙    | Landkreis Heidenheim, Landkreis Göppingen, Alb-Donau-Kreis     | 000918,38 | |
| Kuppenalb bei Laichingen und Lonetal                    | weitere Bilder | 7425-311 (Seite nicht mehr abrufbar, festgestellt im Juli 2023. Suche in Webarchiven) (siehe dazu die Disk "BfN hat umstrukturiert...") | 555623521 | DE7425311 | 2019 | ⊙    | Alb-Donau-Kreis, Landkreis Reutlingen                          | 001794,09 | bis 2015: Gebiete zwischen Laichingen und Donnstetten, Lonetal Kuppenalb, Alb um Nellingen/Merklingen sowie Westliche Lonetal-Flächenalb |
| Münsinger Alb                                           | weitere Bilder | 7523-311 (Seite nicht mehr abrufbar, festgestellt im Juli 2023. Suche in Webarchiven) (siehe dazu die Disk "BfN hat umstrukturiert...") | 555623523 | DE7523311 | 2019 | ⊙    | Alb-Donau-Kreis, Landkreis Reutlingen                          | 006544,38 | bis 2015: Truppenübungsplatz Münsingen sowie Wacholderheiden bei Münsingen                                                               |
| Rot, Bellamonter Rottum und Dürnach                     | weitere Bilder | 7825-311 (Seite nicht mehr abrufbar, festgestellt im Juli 2023. Suche in Webarchiven) (siehe dazu die Disk "BfN hat umstrukturiert...") | 555623528 | DE7825311 | 2019 | ⊙    | Landkreis Biberach, Landkreis Ravensburg, Alb-Donau-Kreis      | 000841,17 | bis 2015: Dürnach und Osterried sowie Rot und Bellamonter Rottum                                                                         |
| Tiefental und Schmiechtal                               | weitere Bilder | 7623-341 (Seite nicht mehr abrufbar, festgestellt im Juli 2023. Suche in Webarchiven) (siehe dazu die Disk "BfN hat umstrukturiert...") | 555521980 | DE7623341 | 2019 | ⊙    | Alb-Donau-Kreis                                                | 003304,49 | |